# Musée de France
Cet article concerne une appellation spécifique, dont ne bénéficient pas tous les musées français. Pour l'ensemble des musées français, y compris ceux qui ne possèdent pas cette appellation, voir Liste des musées français.
Musée de France est une appellation délivrée par le ministère de la Culture aux musées français appartenant à l'État, à une personne morale de droit public, ou à une personne morale de droit privé à but non lucratif, sous conditions de conservation et de présentation au public de leurs collections dans le cadre d'un intérêt public. Sa création découle de la loi du 4 janvier 2002, dite « loi musée », désormais codifiée au code du patrimoine,.
Ces musées sont recensés dans la base Muséofile du ministère français de la Culture, qui en répertoriait 1 218 au 1er janvier 2019 sur les 1 315 musées figurant dans la base et 1 223 au 1er janvier 2020.

## Principes
Il s'agit d'une appellation destinée à regrouper les musées français dans la perspective d'un grand service public muséal. Peuvent recevoir cette appellation les musées nationaux, les musées de l'État ayant un statut établi par décret, les anciens « musées classés ou contrôlés » issus de l'ordonnance no 45-1546 du 13 juillet 1945, ainsi que ceux qui sont reconnus comme musées de France par le ministre de la Culture après avis du Haut Conseil des musées de France.
L'article L. 441-1 du code du patrimoine dispose que « l'appellation « musée de France » peut être accordée aux musées appartenant à l'État, à une autre personne morale de droit public ou à une personne morale de droit privé à but non lucratif ».
L'article L. 441-2 définit les missions du musée :
- conserver, restaurer, étudier et enrichir leurs collections ;
- rendre leurs collections accessibles au public le plus large ;
- concevoir et mettre en œuvre des actions d'éducation et de diffusion visant à assurer l'égal accès de tous à la culture ;
- contribuer aux progrès de la connaissance et de la recherche ainsi qu'à leur diffusion.

Le musée doit « être obligatoirement dirigé par un personnel scientifique issu de la filière culturelle territoriale ou nationale (conservateur ou attaché de conservation) ».
Un musée de France signe une convention avec l'État, qui lui apporte conseil et expertise et à l'égard duquel il a des obligations. Les musées de France sont soumis au contrôle scientifique et technique de l'État et ses missions scientifiques doivent être assurées par des professionnels qualifiés.
Selon l'article L. 451-2, « les collections des musées de France font l'objet d'une inscription sur un inventaire. Il est procédé à leur récolement tous les dix ans. »
Selon l'article L. 451-5,

« les biens constituant les collections des musées de France appartenant à une personne publique font partie de leur domaine public et sont, à ce titre, inaliénables. Toute décision de déclassement d'un de ces biens ne peut être prise qu'après avis conforme du Haut Conseil des musées de France, »

La composition et les modalités de fonctionnement de cette commission sont fixées par les articles R. 115-1 et suivants du code du patrimoine.
Toute cession de tout ou partie d'une collection d'un musée de France intervenue en violation de ces dispositions est nulle et les actions en nullité ou en revendication formée par leur propriétaire ou l'État sont imprescriptibles.
En vertu de l'article L. 442-6, « les droits d'entrée des musées de France sont fixés de manière à favoriser leur accès au public le plus large ».
L'article L. 442-7 prévoit qu'en principe, « chaque musée de France dispose d'un service ayant en charge les actions d'accueil du public, de diffusion, d'animation et de médiation culturelles. Le cas échéant, ce service peut être commun à plusieurs musées. »
L'article L. 442-11 rend obligatoire la rédaction tous les cinq ans d'un projet scientifique et culturel (PSC). C’est un bilan et un projet qui permet de piloter les orientations du musée.
Créée en 1996, la Commission de récolement des dépôts d’œuvres d'art (CRDOA) organise les opérations de récolement des dépôts d’œuvres d'art et est associée à la mise en œuvre du récolement décennal prévu par l'article L. 451-2.
- Visites guidées Depuis le 8 juillet 2016, il est obligatoire pour mener une visite guidée de faire appel à un guide-conférencier professionnel (article 109 de la loi no 2016-925[19], modifiant l'article L. 221-1 du code du Tourisme[20]).

## Données

### Nombre de labellisations et de musées labellisés
| Région                     | 2002 | 2003  | 2004 | 2005 | 2006 | 2007 |
| -------------------------- | ---- | ----- | ---- | ---- | ---- | ---- |
| Alsace                     | 3    | 43    | 0    | 0    | 0    | 1    |
| Aquitaine                  | 4    | 51    | 0    | 0    | 1    | 0    |
| Auvergne                   | 2    | 29    | 0    | 0    | 0    | 0    |
| Bourgogne                  | 4    | 64    | 0    | 0    | 0    | 0    |
| Bretagne                   | 2    | 32    | 0    | 0    | 0    | 0    |
| Centre-Val de Loire        | 10   | 55    | 0    | 0    | 0    | 0    |
| Champagne-Ardenne          | 2    | 32    | 0    | 0    | 0    | 0    |
| Corse                      | 1    | 8     | 0    | 0    | 0    | 0    |
| Franche-Comté              | 2    | 31    | 0    | 0    | 0    | 0    |
| Île-de-France              | 42   | 73    | 16   | 0    | 3    | 2    |
| Languedoc-Roussillon       | 4    | 54    | 0    | 0    | 0    | 0    |
| Limousin                   | 6    | 4     | 0    | 0    | 0    | 0    |
| Lorraine                   | 5    | 33    | 0    | 0    | 0    | 0    |
| Midi-Pyrénées              | 6    | 67    | 0    | 1    | 0    | 0    |
| Nord-Pas-de-Calais         | 4    | 42    | 0    | 0    | 0    | 0    |
| Basse-Normandie            | 4    | 46    | 0    | 0    | 0    | 0    |
| Haute-Normandie            | 4    | 37    | 0    | 0    | 0    | 0    |
| Pays de la Loire           | 16   | 34    | 1    | 1    | 0    | 0    |
| Picardie                   | 4    | 33    | 0    | 0    | 0    | 0    |
| Poitou-Charentes           | 10   | 32    | 0    | 1    | 0    | 0    |
| Provence-Alpes-Côte d'Azur | 11   | 103   | 0    | 0    | 3    | 1    |
| Rhône-Alpes                | 6    | 94    | 1    | 5    | 0    | 0    |
| Guadeloupe                 | 1    | 5     | 0    | 0    | 0    | 0    |
| Martinique                 | 0    | 6     | 0    | 0    | 0    | 0    |
| Guyane                     | 0    | 3     | 0    | 0    | 0    | 0    |
| La Réunion                 | 1    | 4     | 0    | 0    | 0    | 0    |
| Saint-Pierre-et-Miquelon   | 0    | 1     | 0    | 0    | 0    | 0    |
| Total                      | 154  | 1 016 | 18   | 8    | 7    | 4    |

| Région                     | 2002 | 2003  | 2004  | 2005  | 2006  | 2007  |
| -------------------------- | ---- | ----- | ----- | ----- | ----- | ----- |
| Alsace                     | 3    | 46    | 46    | 46    | 46    | 47    |
| Aquitaine                  | 4    | 55    | 55    | 55    | 56    | 56    |
| Auvergne                   | 2    | 31    | 31    | 31    | 31    | 31    |
| Bourgogne                  | 4    | 68    | 68    | 68    | 68    | 68    |
| Bretagne                   | 2    | 34    | 34    | 34    | 34    | 34    |
| Centre-Val de Loire        | 10   | 65    | 65    | 65    | 65    | 65    |
| Champagne-Ardenne          | 2    | 34    | 34    | 34    | 34    | 34    |
| Corse                      | 1    | 9     | 9     | 9     | 9     | 9     |
| Franche-Comté              | 2    | 33    | 33    | 33    | 33    | 33    |
| Île-de-France              | 42   | 115   | 131   | 131   | 134   | 136   |
| Languedoc-Roussillon       | 4    | 58    | 58    | 58    | 58    | 58    |
| Limousin                   | 6    | 10    | 10    | 10    | 10    | 10    |
| Lorraine                   | 5    | 38    | 38    | 38    | 38    | 38    |
| Midi-Pyrénées              | 6    | 73    | 73    | 74    | 74    | 74    |
| Nord-Pas-de-Calais         | 4    | 46    | 46    | 46    | 46    | 46    |
| Basse-Normandie            | 4    | 50    | 50    | 50    | 50    | 50    |
| Haute-Normandie            | 4    | 41    | 41    | 41    | 41    | 41    |
| Pays de la Loire           | 16   | 50    | 51    | 52    | 52    | 52    |
| Picardie                   | 4    | 37    | 37    | 37    | 37    | 37    |
| Poitou-Charentes           | 10   | 42    | 42    | 43    | 43    | 43    |
| Provence-Alpes-Côte d'Azur | 11   | 114   | 114   | 114   | 117   | 118   |
| Rhône-Alpes                | 6    | 100   | 101   | 106   | 106   | 106   |
| Guadeloupe                 | 1    | 6     | 6     | 6     | 6     | 6     |
| Martinique                 | 0    | 6     | 6     | 6     | 6     | 6     |
| Guyane                     | 0    | 3     | 3     | 3     | 3     | 3     |
| La Réunion                 | 1    | 5     | 5     | 5     | 5     | 5     |
| Saint-Pierre-et-Miquelon   | 0    | 1     | 1     | 1     | 1     | 1     |
| Total                      | 154  | 1 170 | 1 188 | 1 196 | 1 203 | 1 207 |

### Collections
Décidé en 2002, le premier récolement décennal des collections des musées de France s'est théoriquement achevé le 12 juin 2014.
Selon le bilan établi le 10 octobre 2014 par la direction des musées de France, les collections des 1222 musées de France à cette date comprenaient 121 055 381 objets, dont 66 785 288 au Muséum national d'histoire naturelle, 13 563 630 dans les 64 musées nationaux et assimilés et 40 705 937 dans les 1 158 musées territoriaux. Le taux de ce premier récolement décennal a été respectivement de 25 % pour la totalité des collections, 20 % pour les musées nationaux, dont 63 % pour ceux relevant du ministère de la culture et 13 % pour le muséum national d'histoire naturelle. Sans ce dernier, il est de 40 % au total et de 54 % pour les musées nationaux.
Néanmoins, au rythme actuel, les 3/4 des musées étaient en mesure d'achever leur récolement en 2015, ceux dont les collections sont les moins volumineuses. À titre d'exemple, le musée national de Préhistoire des Eyzies-de-Tayac possédait environ 6 millions d'objets à la date de ce bilan et le musée d'archéologie nationale de Saint-Germain-en-Laye environ 3 millions, le musée du Louvre 554 498 œuvres, le MUCEM 349 271, le musée national d'art moderne 101 393, le musée d'Orsay 76 460, le musée du Château de Versailles environ 65 000 ou le musée Guimet environ 52 000.
Les musées nationaux avaient effectué[Quand ?] 134 780 dépôts, dont 107 000 dans des musées territoriaux, 21 000 entre musées nationaux, 1 600 dans des administrations et 4 200 à l'étranger. Leur taux de récolement a été de 82 %, soit 114 176 objets. Sur ce nombre, 11 % n'ont pas été vus soit 12 743 objets, dont 8 254 déposés avant 1945 et 4 489 après, à savoir 10 332 non localisés, dont 361 ont fait l'objet d'un dépôt de plainte, 2 297 présumés détruits et 124 volés.

### Fréquentation
En 2007, les entrées se répartissaient entre 62 % d'individuels, 11 % de groupes et 8 % de scolaires. En 2009, les 1 213 établissements analysés par le ministère de la Culture ont accueilli 56,20 millions de visiteurs, soit une hausse de 1 % en un an et de 19,5 % en cinq ans correspondant à 10,96 millions de visiteurs supplémentaires. Ces entrées sont à 58 % payantes et à 42 % gratuites, dont 7,5 % pour les 18-25 ans. Les musées de France d'Île-de-France concentrent 59 % du total des visiteurs, dont 15 % pour le seul musée du Louvre, et, à l'exception de Versailles, onze des douze musées de France les plus fréquentés sont alors parisiens.
Après plusieurs décennies d'investissements dans de nouveaux musées parisiens, les années 2010 sont caractérisées par la création de nouvelles offres culturelles en province avec la création de plusieurs établissements remarquables :
- le musée des Confluences à Lyon
- Le MUCEM à Marseille
- Le Centre Pompidou-Metz
- Le Louvre-Lens

La surreprésentation de Paris n'en reste pas moins conséquente : en 2017, 43 % des entrées de musées en France sont réalisées à Paris, et 58 % le sont en Île-de-France.
En 2014 le nombre d'entrées s'est élevé à 64 884 924, soit une augmentation de 12,9 % par rapport à 2011. Le ratio entrées payantes par rapport aux entrées gratuites n'évolue pas (57 % payantes et 43 % gratuites).
En 2014, on comptait en France :
- 7 musées avec plus d'un million d'entrées (27 520 842 entrées à eux sept),
- 78 musées entre 100 000 et 1 million de visiteurs (19 739 119 entrées),
- 904 musées qui accueillent moins de 100 000 personnes ont un nombre global d'entrées de 17 624 761.

En 2017, on comptait :
- 7 musées de plus d'un million d'entrée (pour un total de 25 935 278 entrées à eux 7 (-6 % par rapport à 2014),
- 81 musées entre 100 000 et 1 million de visiteurs (19 585 267 entrées),
- 923 musées qui accueillent moins de 100 000 personnes pour un nombre global d'entrée de 17 678 636 visiteurs.

| Nom du musée                                                                           | Ville                 | Entrées 2009 | Entrées 2010 | Entrées 2011 | Entrées 2014 | Entrées 2017 |
| -------------------------------------------------------------------------------------- | --------------------- | ------------ | ------------ | ------------ | ------------ | ------------ |
| Musée du Louvre                                                                        | Paris                 | 8 356 000    | 8 430 331    | 8 413 995    | 9 101 874    | 8 022 269    |
| Musée et domaine national de Versailles                                                | Versailles            | 6 725 000    | 7 396 929    | 7 721 244    | 7 702 135    | 7 714 389    |
| Musée national d'art moderne (Centre national d'art et de culture Georges-Pompidou)    | Paris                 | 3 270 884    | 4 133 558    | 3 786 221    | 3 520 363    | 3 898 359    |
| Musée d'Orsay                                                                          | Paris                 | 3 007 868    | 3 013 980    | 3 144 449    | 3 480 609    | 3 177 842    |
| Musée de l'Armée                                                                       | Paris                 | 1 266 178    | 1 221 796    | 1 427 425    | 1 525 030    | 1 176 987    |
| Musée du Quai Branly                                                                   | Paris                 | 1 391 130    | 1 496 439    | 1 326 154    | 1 188 114    | 1 173 712    |
| Petit Palais, musée des beaux-arts de la ville de Paris                                | Paris                 | 475 934      | 695 755      | 561 353      | 1 002 717    | 1 171 220    |
| Musée national de l'Orangerie des Tuileries                                            | Paris                 | 543 744      | 568 586      | 690 958      | 801 788      | 938 281      |
| Musée des arts décoratifs                                                              | Paris                 | 457 005      | 454 774      | 548 757      | 308 701      | 869 797      |
| Musée Yves Saint Laurent Paris                                                         | Paris                 | fermé        | fermé        | fermé        | fermé        | 73 699       |
| Musée des Confluences                                                                  | Lyon                  | 66 777       | 93 070       | 59 185       | 51 426       | 723 583      |
| Grande galerie de l'Évolution (Muséum national d'histoire naturelle)                   | Paris                 | 595 680      | 731 078      | 737 623      | 769 730      | 691 388      |
| Musée national Auguste Rodin                                                           | Paris                 | 762 296      | 693 841      | 441 777      | 704 192      | 576 436      |
| Musée national Picasso                                                                 | Paris                 | 249 775      | fermé        | fermé        | 210 818      | 538 707      |
| Les Catacombes                                                                         | Paris                 |              |              | 318 124      | 356 762      | 537 935      |
| Musée d'Art moderne de la ville de Paris                                               | Paris                 | 809 801      | 707 453      | 685 576      | 593 300      | 506 246      |
| Musée du château de Fontainebleau                                                      | Fontainebleau         | 384 039      | 346 384      | 384 786      | 516 911      | 461 192      |
| Louvre-Lens                                                                            | Lens                  |              |              |              | 491 884      | 450 324      |
| Musée des Civilisations de l'Europe et de la Méditerranée - MuCem                      | Marseille             |              |              |              | 674 051      | 448 909      |
| Institut du Monde Arabe                                                                | Paris                 |              |              | 296 874      | 551 448      | 411 715      |
| Musée Carnavalet                                                                       | Paris                 | 1 002 809    | 1 091 105    | 605 423      | 437 784      | fermé        |
| Mémorial de Caen                                                                       | Caen                  | 390 000      | 329 557      | 331 142      | 438 998      | 371 752      |
| Musée des beaux-arts de Lyon                                                           | Lyon                  | 259 403      | 302 800      | 292 147      | 351 361      | 356 369      |
| Centre Pompidou de Metz                                                                | Metz                  |              | 615 830      | 552 000      | 350 000      | 345 549      |
| Musée national des arts asiatiques - Guimet                                            | Paris                 | 323 274      | 211 930      | 224 108      | 311 385      | 317 756      |
| Galerie de Paléontologie et d'Anatomie comparée (Muséum national d'histoire naturelle) | Paris                 | 305 299      | 283 829      | 285 163      | 317 782      | 316 730      |
| Musée du Débarquement                                                                  | Arromanches-les-Bains | 328 681      | 329 557      | 331 142      | 350 561      | 290 434      |
| Muséum d'histoire naturelle de Toulouse                                                | Toulouse              | 199 532      | 201 864      | 195 327      | 294 567      | 289 862      |
| Muséum de Besançon                                                                     | Besançon              | 248 783      | 233 153      | 252 137      | 299 168      | 281 288      |
| Musée de l'Air et de l'Espace                                                          | Le Bourget            | 259 539      | 253 007      | 317 532      | 268 059      | 279 933      |
| Musée du Château des ducs de Bretagne                                                  | Nantes                | 167 867      | 188 679      | 161 318      | 265 464      | 270 242      |
| Château-musée d'histoire et d'archéologie des Baux-de-Provence                         | Les Baux-de-Provence  | 260 292      | 241 458      | 249 109      | 283 847      | 270 000      |
| Musées de Blois                                                                        | Blois                 | 265 767      | 262 301      | 287 723      | 269 503      | 263 170      |
| Musée des beaux-arts de Nantes                                                         | Nantes                | 112 425      | 154 479      | 135 338      | 218 657      | 254 957      |
| Palais des beaux-arts de Lille                                                         | Lille                 | 222 748      | 206 612      | 215 704      | 264 676      | 253 817      |
| Musée Fabre                                                                            | Montpellier           | 383 171      | 290 566      | 291 496      | 216 819      | 253 041      |
| Musée de la musique                                                                    | Paris                 | 124 682      | 192 744      | 147 675      | 170 623      | 250 816      |
| Musée national du Moyen Âge - Thermes de Cluny                                         | Paris                 | 360 100      | 314 557      | 305 984      | 317 357      | 244 914      |
| Musée de l'Homme (Muséum National d'Histoire Naturelle)                                | Paris                 | 55 075       | fermé        | fermé        | fermé        | 236 640      |
| Musée national des Techniques (Conservatoire national des arts et métiers)             | Paris                 | 203 066      | 210 048      | 225 192      | 242 879      | 233 675      |
| Musée Unterlinden                                                                      | Colmar                | 192 530      | 183 000      | 177 100      | 184 759      | 213 530      |
| La Piscine - Musée d'art et d'industrie André-Diligent                                 | Roubaix               | 185 940      | 207 609      | 228 825      | 203 819      | 190 868      |
| Musée de l'Histoire de l'immigration                                                   | Paris                 | 104 053      | 108 949      | 64 771       | 110 743      | 185 827      |
| Musée de Grenoble                                                                      | Grenoble              | 160 520      | 256 154      | 176 457      | 130 415      | 184 946      |
| Écomusée d'Alsace                                                                      | Ungersheim            | 166 720      | 166 026      | 180 774      | 196 269      | 183 748      |
| Château de Lunéville                                                                   | Lunéville             |              |              | 148 513      | 150 188      | 179 012      |
| Musée national de l'Automobile - Collection Schlumpf                                   | Mulhouse              | 212 343      | 198 242      | 172 536      | 190 943      | 174 773      |
| Aquarium du palais de la Porte-Dorée                                                   | Paris                 | 209 333      | 257 151      | 201 721      | 263 518      | 172 648      |
| Crypte de Notre Dame                                                                   | Paris                 |              |              | 184 172      | 198 040      | 171 190      |
| Musée des Augustins                                                                    | Toulouse              | 110 663      | 109 561      | 1 123 985    | 144 754      | 166 586      |
| Musée des beaux-arts de Rouen                                                          | Rouen                 | 95 791       | 92 281       | 314 688      | 124 507      | 166 523      |
| Maison de Victor Hugo                                                                  | Paris                 | 147 760      | 162 658      | 175 150      | 176 946      | 166 080      |
| Musée Toulouse-Lautrec                                                                 | Albi                  | 139 210      | 161 422      | 179 519      | 168 017      | 165 937      |
| Cité de la Préhistoire                                                                 | Orgnac-l'Aven         | 116 357      | 99 092       | 107 742      | 143 153      | 161 500      |
| Les Abattoirs                                                                          | Toulouse              | 131 088      | 125 888      | 121 829      | 112 443      | 159 079      |
| Musée de la Mine - Centre historique minier                                            | Lewarde               | 151 760      | 148 182      | 150 531      | 155 683      | 157 481      |
| Musée des beaux-arts de Dijon                                                          | Dijon                 | 160 263      | 184 934      | 154 127      | 193 733      | 154 164      |
| Musée National Message Biblique Marc Chagall                                           | Nice                  | 142 703      | 150 976      | 154 907      | 158 954      | 152 546      |
| Musée des Beaux-Arts La Cohue de Vannes                                                | Vannes                | 15 677       | 18 667       | 16 887       | 143 977      | 150 801      |
| Musée départemental Arles antique                                                      | Arles                 | 183 074      | 323 137      | 158 814      | 157 265      | 142 765      |
| Musée Granet                                                                           | Aix-en-Provence       | 449 709      | 134 000      | 177 598      | 199 353      | 141 078      |
| Musée d'art moderne et d'art contemporain de Nice                                      | Nice                  | 157 670      | 163 803      | 162 951      | 158 714      | 140 260      |
| Musées du Palais des archevêques de Narbonne                                           | Narbonne              | 372 773      | 303 768      | 305 450      | 648 289      | 104 756      |
| Musée national de la Marine                                                            | Paris                 | 171 455      | 170 004      | 208 898      | 152 360      | 28 810       |

## Liste des «musées de France»

### Auvergne-Rhône-Alpes

#### Ain
- Musée de Brou, Bourg-en-Bresse.
- Musée de la société d'histoire et d'archéologie de Briord, Briord.
- Musée du peigne et de la plasturgie, Oyonnax.
- Musée Chintreuil, Pont-de-Vaux.
- Musée archéologique d'Izernore, Izernore.
- Musée départemental du Bugey-Valromey, Lochieu,
- Musée départemental d'Histoire de la Résistance et de la Déportation de l'Ain et du Haut-Jura, Nantua,;
- Musée du Vieux Pérouges, cité médiévale de Pérouges.
- Musée départemental de la Bresse, Saint-Cyr-sur-Menthon,
- Musée Louis-Jourdan, Saint-Paul-de-Varax.
- Musée du bois, Seyssel.
- Musée départemental du Revermont, Val-Revermont.
- Musée de la Dombes, Villars-les-Dombes.

#### Allier
- Musée rural de la Sologne bourbonaise, Beaulon
- Musée Charles-Louis Philippe, Cérilly
- Musée municipal Yves-Machelon, Gannat
- Musée des musiques populaires, Montluçon
- Centre national du costume de scène, Moulins
- Musée Anne-de-Beaujeu, Moulins
- Musée Rieckotter, Néris-les-Bains
- Musée du pays de Souvigny et de la colonne du zodiaque, Souvigny
- Musée des arts d'Afrique et d'Asie (Maison du Missionnaire), Vichy

#### Ardèche
- Museal (musée archéologique), Alba-la-Romaine
- Musée vivarois César Filhol, Annonay
- Musée régional de Préhistoire, Orgnac l'Aven
- Musée de la terre ardéchoise, Privas
- Musée de la batellerie du Rhône, Serrières
- Musée archéologique, Soyons
- Musée du Rhône, Château de Tournon, Tournon-sur-Rhône
- Musée régional, Les Vans

#### Cantal
- Musée d'art et d'archéologie, Aurillac
- Muséum des volcans, Aurillac
- Écomusée de Margeride, Ruynes-en-Margeride
- Musée Alfred-Douët, Saint-Flour
- Musée de la Haute-Auvergne, Saint-Flour

#### Drôme
- Musée d'Art et d'Archéologie, Valence
- Musée du château des Adhémar, Montélimar
- Musée d'histoire et d'archéologique de Die et du Diois, Die
- Musée départemental du château, Grignan
- Musée d'art sacré de Mours-Saint-Eusèbe
- Musée international de la chaussure, Romans-sur-Isère
- Musée d'archéologie tricastine, à Saint-Paul-Trois-Châteaux
- Musée de la Préhistoire du Vercors, à Vassieux-en-Vercors

#### Haute-Loire
- Musée de paléontologie, Chilhac
- Musée des arts et traditions populaires, Lavaudieu
- Musée Crozatier, Le Puy-en-Velay
- Musée des manufactures de dentelles, Retournac
- Musée du fer blanc ancien et moderne, Saint-Arcons-d'Allier

#### Haute-Savoie
- Musée-château, Annecy
- Musée Alpin, Chamonix-Mont-Blanc
- Musée Léon-Marès au château de Montrottier, Lovagny
- Musée de Rumilly, anciennement musée de l'Albanais, Rumilly
- Musée des Vallées de Thônes, Thônes
- Musée du Chablais, Thonon-les-Bains

#### Isère
- Musée d'Allevard, Allevard
- Musée gallo-romain d'Aoste
- Musée Victor-Charreton de Bourgoin-Jallieu
- Musée archéologique du Lac de Paladru, Charavines
- Musée Géo-Charles, Échirolles
- Musée Stendhal, Grenoble
- Muséum d'histoire naturelle, Grenoble
- Musée dauphinois, Grenoble
- Musée de Grenoble
- Musée de la Résistance et de la Déportation, Grenoble
- Musée archéologique Grenoble Saint-Laurent
- Musée d'Huez et de l'Oisans, L'Alpe d'Huez, commune d'Huez
- Musée Hector-Berlioz, La Côte-Saint-André
- Musée du pays matheysin, La Mure
- Musée Hébert, La Tronche
- Musée de la Grande Chartreuse, Saint-Pierre-de-Chartreuse
- Maison du patrimoine de Hières-sur-Amby
- Musée des beaux-arts et d'Archéologie, Vienne
- Musée du cloître de Saint-André-le-Bas, Vienne
- Musée archéologique Saint-Pierre, Vienne
- Musée Champollion, Vif
- Musée de la Révolution française, Vizille
- Musée Mainssieux, Voiron

#### Loire
- Musée Alice-Taverne, Ambierle
- Musée de la Soierie, Charlieu
- Musée hospitalier, Charlieu
- Musée du chapeau, Chazelles-sur-Lyon
- Musée d'histoire du XXe siècle, de la résistance et de la déportation, Estivareilles
- Musée de Feurs, Feurs
- Musée d'Allard, Montbrison
- Musée de la Diana, Montbrison
- Musée du vieux Pommiers, Pommiers (fermé)
- Musée des beaux-arts et d'archéologie Joseph-Déchelette, Roanne
- Musée d'art et d'industrie, Saint-Étienne
- Musée de la mine, Saint-Étienne
- Château de la Bastie d'Urfé, Saint-Étienne-le-Molard
- Musée municipal, Saint-Germain-Laval
- Musée des civilisations, Saint-Just-Saint-Rambert
- Musée d'art moderne et contemporain, Saint-Priest-en-Jarez
- Écomusée des Monts du Forez, Usson-en-Forez

#### Métropole de Lyon
- Centre d'histoire de la résistance et de la déportation, Lyon
- Musée des Confluences, Lyon
- Musée des beaux-arts, Lyon
- Musées Gadagne, Lyon
- Musée de l'imprimerie, Lyon
- Musée d'art contemporain de Lyon, Lyon
- Musée gallo-romain de Fourvière, Lyon
- Musée des Tissus et des Arts décoratifs, Lyon
- Musée des sapeurs-pompiers de Lyon, Lyon
- Musée de l'automobile Henri-Malartre, Rochetaillée-sur-Saône

#### Puy-de-Dôme
- Musée de la dentelle, Arlanc
- Musée d'art Roger-Quilliot, Clermont-Ferrand
- Musée Bargoin, Clermont-Ferrand
- Muséum d'histoire naturelle Henri-Lecoq, Clermont-Ferrand
- Musée départemental de la céramique, Lezoux
- Musée des pénitents blancs, Marsac-en-Livradois
- Musée paléontologique, Menat
- Musée lapidaire, Mozac
- Musée des Peintres de l'École de Murol(s), Murol
- Musée Francisque-Mandet, Riom
- Musée régional d'Auvergne, Riom
- Musée de la coutellerie, Thiers
- Musée Marcel-Sahut, Volvic

#### Rhône
- Musée Barthélemy Thimonnier, Amplepuis
- Musée des arts et traditions populaires Marius Audin, Beaujeu
- Écomusée du Haut-Beaujolais, Marnand
- Musée gallo-romain, Saint-Romain-en-Gal
- Musée Paul-Dini, Villefranche-sur-Saône

#### Savoie
- Musée Faure, Aix-les-Bains
- Musée des beaux-arts, Chambéry
- Musée des Charmettes, Chambéry
- Musée savoisien, Chambéry

### Bourgogne-Franche-Comté

#### Côte-d'Or
- MuséoParc Alésia, Alise-Sainte-Reine
- Musée Bonaparte, Auxonne
- Musée du vin de Bourgogne, Beaune
- Musée des beaux-arts, Beaune
- Musée Étienne-Jules Marey, Beaune
- Musée de la sidérurgie en Bourgogne-Nord, Buffon
- Musée du Pays Châtillonnais - Trésor de Vix, Châtillon-sur-Seine
- Musée d'art sacré, Dijon
- Musée des beaux-arts, Dijon
- Musée Magnin, Dijon
- Musée archéologique, Dijon
- Musée de la vie bourguignonne Perrin de Puycousin, Dijon
- Musée Rude, Dijon
- Muséum d'histoire naturelle, Dijon
- Musée Noisot, Fixin
- Musée des beaux-arts, Montbard
- Musée-Site Buffon, Montbard
- Musée municipal, Nuits-Saint-Georges
- Musée des arts et traditions populaires des Hautes-Côtes, Reulle-Vergy
- Musée François-Pompon, Saulieu
- Musée municipal, Semur-en-Auxois

#### Doubs
- Musée des Beaux-Arts et d'Archéologie, Besançon
- Musée comtois, Besançon
- Musée du Temps, Besançon
- Muséum d'histoire naturelle de Besançon
- Musée de la Résistance et de la Déportation, Besançon
- Musée du Château des ducs de Wurtemberg, Montbéliard
- Musée Beurnier-Rossel, Montbéliard
- Musée Courbet, Ornans
- Musée de plein air des Maisons Comtoises, Nancray
- Musée de Pontarlier, Pontarlier

#### Haute-Saône
- Musée départemental d'Arts et Traditions Populaires, Champlitte
- Musée départemental des Arts et Techniques, Champlitte
- Musée départemental de la Montagne, Château-Lambert
- Écomusée du pays de la cerise, Fougerolles
- Musée Baron-Martin, Gray
- Musée de la tour des échevins, Luxeuil-les-Bains
- Musée Jean-Léon Gérôme, Vesoul

#### Jura
- Musée Sarret de Grozon, Arbois
- Musée de la vigne et du vin, Arbois
- Musée de l'artisanat jurassien, Baume-les-Messieurs
- Musée archéologique, Champagnole
- Musée des beaux-arts et d'archéologie, Dole
- Musée des beaux-arts, Lons-le-Saunier
- Musée d'archéologie du Jura, Lons-le-Saunier
- Musée du jouet, Moirans-en-Montagne
- Musée de la lunette, Morez
- Musée municipal de Poligny, Poligny
- Musée de l'abbaye, Saint-Claude
- Grande Saline, Salins-les-Bains

#### Nièvre
- Musée du Costume, Château-Chinon
- Musée du Septennat, Château-Chinon
- Musée d'Art et d'Histoire Romain Rolland, Clamecy
- Musée de la Loire, Cosne-Cours-sur-Loire
- Musée municipal, La Charité-sur-Loire
- Musée de la Mine, La Machine
- Musée archéologique de la porte du Croux, Nevers
- Musée de la Faïence et des Beaux-Arts, Nevers
- Musée Ernest-Guedon, Pouilly-sur-Loire
- Musée du Grès, Saint-Amand-en-Puisaye
- Musée Auguste-Grasset, Varzy

#### Saône-et-Loire
- Muséum d'histoire naturelle, Autun
- Musée lapidaire Saint-Nicolas, Autun
- Musée Rolin, Autun
- Musée Verger-Tarin, Autun
- Musée de la Mine, Blanzy
- Musée Saint-Nazaire, Bourbon-Lancy
- Musée Nicéphore-Niépce, Chalon-sur-Saône
- Musée Vivant-Denon, Chalon-sur-Saône
- Musée du Prieuré, Charolles
- Musée René Davoine, Charolles
- Musée d'art et d'archéologie, Palais Jean de Bourbon, Cluny
- Écomusée du Creusot-Montceau-les-Mines, Le Creusot
- Musée municipal, Louhans
- Musée des Ursulines, Mâcon
- Musée Lamartine, Mâcon
- Musée de la Tour du Moulin, Marcigny
- Musée eucharistique du Hiéron, Paray-le-Monial
- Écomusée de la Bresse bourguignonne, Pierre-de-Bresse
- Musée départemental du compagnonnage Pierre-François Guillon, Romanèche-Thorins
- Musée du terroir, Romenay
- Musée départemental de Préhistoire, Solutré-Pouilly
- Hôtel-Dieu - Musée Greuze, Tournus
- Musée bourguignon-Perrin de Puycousin, Tournus
- La maison du blé et du pain, Verdun-sur-le-Doubs

#### Territoire de Belfort
- Musée d'histoire et d'archéologie, Belfort
- Musée des beaux-arts de Belfort
- Musée d'art moderne, donation de Maurice Jardot de Belfort
- Forge-musée, Étueffont
- Musée Japy, Beaucourt

#### Yonne
- Musée d'histoire naturelle, Auxerre
- Musée Leblanc-Duvernoy, Auxerre
- Musée Saint-Germain, Auxerre
- Musée de l'Avallonais, Avallon
- Musée des Arts Naïfs et Populaires, Noyers-sur-Serein
- Musée de l'Aventure du Son, Saint-Fargeau
- Musée Colette, Saint-Sauveur-en-Puisaye
- Musée municipal, Sens
- Musée municipal, Tonnerre
- Musée Zervos - Maison Romain-Rolland, Vézelay
- Musée villeneuvien, Villeneuve-sur-Yonne
- Musée d'Art et d'Histoire de Puisaye, Villiers-Saint-Benoît

### Bretagne

#### Côtes-d'Armor
- Musée du château, Dinan
- Musée Mathurin-Méheut, Lamballe
- Musée d'art et d'histoire, Saint-Brieuc

#### Finistère
- Musée des beaux-arts, Brest
- Musée national de la Marine, Brest
- Écomusée des Monts d'Arrée, Commana
- Musée de la pêche de Concarneau
- Port-musée de Douarnenez
- Musée de l'abbaye Saint-Guénolé de Landévennec
- Musée de Morlaix
- Écomusée de l'Île d'Ouessant
- Musée des phares et balises, Ouessant
- Musée de Pont-Aven
- Musée bigouden, Pont-l'Abbé
- Musée des beaux-arts Quimper
- Musée départemental breton, Quimper
- Musée de l'école rurale en Bretagne, Trégarvan

#### Ille-et-Vilaine
- Écomusée du pays de Brocéliande, Montfort-sur-Meu
- Musée des beaux-arts de Rennes
- Musée de Bretagne, Rennes
- Écomusée du pays de Rennes
- Musée d'histoire de la ville et d'ethnographie du pays malouin, Saint-Malo
- Musée du long-cours cap-hornier, Saint-Malo
- Musée des Rochers-Sévigné, Vitré
- Musée du château, Vitré

#### Morbihan
- Écomusée de Saint-Degan, Brec'h
- Musée de préhistoire James Miln - Zacharie Le Rouzic, Carnac
- Écomusée de l'île de Groix
- Écomusée industriel d'Inzinzac-Lochrist
- Musée de la Compagnie des Indes, Port-Louis
- Musée national de la Marine, Port-Louis
- Musée de la Résistance en Bretagne, Saint-Marcel
- Musée des beaux-arts de la Cohue, Vannes
- Musée d'histoire et d'archéologie du Château-Gaillard, Vannes
- Musée du Faouët, Le Faouët (Morbihan)
- Le Carton voyageur - musée de la carte postale, Baud

### Centre-Val de Loire

#### Cher
- Musée du Berry, Bourges
- Muséum d'histoire naturelle de Bourges
- Musée Estève, Bourges
- Musée de l'hôtel Lallemant, Bourges
- Musée des meilleurs ouvriers de France, Bourges
- Musée Émile Chénon, Châteaumeillant
- Musée du château Charles VII, Mehun-sur-Yèvre
- Musée Saint-Vic, Saint-Amand-Montrond
- Musée municipal, Vierzon

#### Eure-et-Loir
- Chartres
  - Musée des beaux-arts ;
  - Conservatoire du machinisme et des pratiques agricoles (Compa), Mainvilliers-Chartres ;
  - Muséum des sciences naturelles et de préhistoire ;
- Châteaudun : musée des beaux-arts et d'histoire naturelle ;
- Dreux : musée d'art et d'histoire ;
- Illiers-Combray : musée Marcel Proust ;
- Nogent-le-Rotrou : musée du château Saint-Jean ;
- Sainville : musée Farcot ;
- Bonneval : musée bonnevallais, ce musée prévu n'a jamais ouvert ses portes.

#### Indre
- Château-musée, Azay-le-Ferron
- Musée Bertrand, Châteauroux
- Musée de l'Hospice Saint-Roch, Issoudun
- Musée George Sand et de la Vallée Noire, La Châtre
- Musée de géologie et paléontologique, Langé
- Écomusée de la Brenne, Le Blanc
- Musée d'Argentomagus, Saint-Marcel
- Musée de la chemiserie et de l'élégance masculine, Argenton-sur-Creuse

#### Indre-et-Loire
- Musée Hôtel Morin, Amboise
- Musée du vieux Chinon, Aujourd'hui: Musée d'art et d'histoire, Carroi de Chinon[32]
- La Vieille Église, Cravant-les-Coteaux
- Musée Descartes, Descartes
- Musée départemental de Préhistoire, Le Grand-Pressigny
- Maison Lansyer, Loches
- Musée du terroir, Loches
- Musée de l'hôtel de ville de Richelieu, Richelieu
- Musée Balzac, Saché
- Musée municipal, Sainte-Maure-de-Touraine
- Écomusée du Véron, Savigny-en-Véron
- Musée du savignéen, Savigné-sur-Lathan
- Musée Rabelais, Seuilly
- Musée de La société archéologique de Touraine, Tours
- Musée des beaux-arts, Tours
- Musée des équipages militaires et du train, Tours
- Musée des vins de Touraine, Tours
- Musée du Compagnonnage, Tours
- Muséum d'histoire naturelle, Tours
- Musée Minerve, Yzeures-sur-Creuse

#### Loir-et-Cher
- Château et musées, Blois
- Maison de la magie, Blois
- Muséum d'histoire naturelle, Blois
- Musée de la Corbillère, Mer
- Atelier musée Louis Leygue, Naveil
- Musée de Sologne, Romorantin-Lanthenay
- Musée archéologique, Thésée
- Musée municipal, Vendôme

#### Loiret
- Musée du théâtre forain, Artenay
- Musée régional de l'Orléanais, Beaugency
- Musée de la marine de Loire, Châteauneuf-sur-Loire
- Musée de l'ancien Hôtel-Dieu, Châtillon-Coligny
- Musée international de la Chasse, Gien
- Atelier-musée de l'imprimerie, Le Malesherbois
- Musée de Meung-sur-Loire, Meung-sur-Loire
- Musée Girodet, Montargis
- Musée historique et archéologique de l'Orléanais, Orléans
- Musée des beaux-arts, Orléans
- Muséum des sciences naturelles, Orléans
- Musée d'art et d'histoire, Pithiviers

### Corse

#### Corse-du-Sud
- Musée Fesch, Ajaccio
- Musée napoléonien, Ajaccio
- Musée de la Maison Bonaparte, Ajaccio
- Musée départemental de l'Alta Rocca, Levie
- Musée départemental de préhistoire corse et d'archéologie, Sartène

#### Haute-Corse
- Musée départemental d'archéologie Jérôme-Carcopino, Aléria
- Musée d'ethnographie corse, Bastia
- Musée de la Corse, Corte
- Musée archéologique de Mariana - Prince Rainier III de Monaco, Lucciana
- Musée Pascal-Paoli, Morosaglia

### Grand Est

#### Ardennes
- Maison de la dernière cartouche, Bazeilles
- Musée de l'Ardenne, Charleville-Mézières
- Musée Rimbaud, Charleville-Mézières
- Musée municipal de Givet (fermé au public)
- Musée du feutre de laine, Mouzon
- Musée du Rethelois et du Porcien, Rethel (fermé au public)[33]
- Musée du château de Sedan

#### Aube
- Musée municipal, Bar-sur-Aube
- Musée Napoléon Ier et des trésors des églises, Brienne-le-Château
- Musée de la Résistance de l'Aube, Mussy-sur-Seine
- Musée Camille-Claudel, Nogent-sur-Seine
- Musée de la bonneterie, Troyes
- Maison de l'outil et de la pensée ouvrière, Troyes
- Musée d'art moderne, donation Pierre et Denise Levy, Troyes
- Musée d'art, archéologie et de sciences naturelles, Troyes
- Pharmacie-musée de l'hôtel-Dieu, Troyes

#### Bas-Rhin
- Barr : Musée de la Folie Marco
- Betschdorf : Musée de la poterie
- Bouxwiller : Musée de Bouxwiller et du pays de Hanau
- Haguenau :
  - Musée alsacien
  - Musée historique
- Molsheim : Musée d'histoire et d'archéologie de la Chartreuse
- Niederbronn-les-Bains : Maison de l'archéologie des Vosges du Nord
- Pfaffenhoffen : Musée de l'image populaire
- Reichshoffen : Musée du fer
- Saverne : Musée du château des Rohan
- Strasbourg :
  - Cabinet des estampes et des dessins
  - Musée alsacien
  - Musée archéologique
  - Musée d'Art moderne et contemporain
  - Musée des beaux-arts
  - Musée de l'Œuvre Notre-Dame
  - Musée des arts décoratifs
  - Musée historique
  - Musée zoologique de l'ULP et de la ville de Strasbourg
- Waldersbach : Musée Jean-Frédéric Oberlin
- Wingen-sur-Moder : Musée Lalique
- Wissembourg : Musée Westercamp
- Wœrth : Musée de la bataille du 6 août 1870

#### Haute-Marne
- Musée municipal d'archéologie et de peinture, Bourbonne-les-Bains
- Maison du livre et de l'affiche, Chaumont
- Musée d'art et d'histoire, Chaumont
- Musée d'art et d'histoire, Langres
- Musée du Breuil Saint-Germain, Langres
- Musée de la coutellerie, Nogent
- Musée municipal de Saint-Dizier

#### Haut-Rhin
- Musée sundgauvien, Altkirch
- Musée gallo-romain, Biesheim
- Musée de la Porte de Thann, Cernay
- Musée Bartholdi, Colmar
- Muséum d'histoire naturelle, Colmar
- Musée Unterlinden, Colmar
- Musée Théodore Deck (anciennement musée du Florival), Guebwiller
- Musée historique et militaire, Huningue
- Musée d'histoire locale, Kaysersberg
- Musée d'histoire locale, Kientzheim
- Musée EDF Electropolis, Mulhouse
- Cité du train, Mulhouse
- collection Schlumpf, Mulhouse
- Musée des beaux-arts, Mulhouse
- Musée historique, Mulhouse
- Musée de l'impression sur étoffes, Mulhouse
- Musée minéralogique de la société industrielle, Mulhouse
- Musée Vauban, Neuf-Brisach
- Musée paysan, Oltingue
- Musée du Dolder, Riquewihr
- Musée du papier peint, Rixheim
- Musée du bailliage, Rouffach
- Musée Serret, Saint-Amarin
- Musée des amis de Thann, Thann
- Écomusée d'Alsace, Ungersheim
- Musée du sapeur-pompier d'Alsace, Vieux-Ferrette

#### Marne
- Musée des beaux-arts et d'archéologie, Châlons-en-Champagne ;
- Musée Garinet, Châlons-en-Champagne ;
- Musée du cloître de Notre-Dame-en-Vaux, Châlons-en-Champagne ;
- Musée du vin de Champagne et d'Archéologie régionale, Épernay (fermé);
- Écomusée de la montagne de Reims, Pourcy ;
- Musée des beaux-arts, Reims ;
- Musée-hôtel Le Vergeur, Reims ;
- Musée Saint-Remi, Reims ;
- Musée d'art et d'histoire, Sainte-Ménehould.

#### Meurthe-et-Moselle
- Musée les sources d'Hercule, Deneuvre
- Féru des Sciences, Jarville-la-Malgrange
- Musée du château de Montaigu, Laneuveville-devant-Nancy
- Musée des émaux, Longwy
- Musée du château de Lunéville, Lunéville
- Musée historique lorrain, Nancy
- Musée des beaux-arts, Nancy
- Musée de l'École de Nancy, Nancy
- Musée de zoologie - Aquarium tropical, Nancy
- Musée au fil du papier, Pont-à-Mousson
- Musée d'art et d'histoire, Toul

#### Meuse
- Musée barrois, Bar-le-Duc
- Musée de la céramique et de l'ivoire, Commercy
- Musée Bastien-Lepage et musée de la Fortification, Montmédy
- musée départemental d'art sacré, Saint-Mihiel
- Musée départemental Raymond-Poincaré, Sampigny
- Musée européen de la Bière, Stenay
- Musée de l'Argonne, Varennes-en-Argonne
- Musée Jeanne d'Arc, Vaucouleurs
- Musée de la Princerie, Verdun

#### Moselle
- Écomusée des mines de fer de Lorraine, Neufchef
- Musée départemental Georges De La Tour, Vic-sur-Seille
- Musée départemental du sel, Marsal
- Musée du verre et du cristal, Meisenthal
- Musée de la Cour d'Or, Metz
- Musée de la faïence et des techniques faïencières, Sarreguemines
- Musée de la Guerre de 1870 et de l'Annexion, Gravelotte
- Musée de la Tour aux Puces, Thionville
- Musée du carreau Wendel, Petite-Rosselle
- Musée du pays de Sarrebourg, Sarrebourg
- Musée militaire et Erckmann-Chatrian, Phalsbourg

#### Vosges
- Musée de l'image, Épinal
- Musée départemental d'Art ancien et contemporain, Épinal
- Musée de la lutherie et de l'archèterie française, Mirecourt
- Musée Louis Français, Plombières-les-Bains
- Musée Charles Friry, Remiremont
- Musée Charles de Bruyères, Remiremont
- Musée Pierre-Noël - musée de la vie dans les Vosges, Saint-Dié-des-Vosges

### Hauts-de-France

#### Aisne
- Musée national de la coopération franco-américaine du château de Blérancourt, Blérancourt
- Musée Jean de La Fontaine, Château-Thierry
- Musée-bibliothèque de Chauny, Chauny
- Musée du Familistère, Guise
- Musée d'histoire locale Alfred Desmasures, Hirson
- Musée Jeanne d'Aboville, La Fère
- Musée d'art et d'archéologie, Laon
- Musée Monseigneur Pigneau de Behaine, Origny-en-Thiérache
- Musée municipal, Soissons
- Musée de la vie rurale et forestière, Saint-Michel-en-Thiérache[34]
- Musée Antoine-Lécuyer, Saint-Quentin
- Musée des papillons, Saint-Quentin
- Musée de la résistance et de la déportation de Picardie, Tergnier
- Musée de la société archéologique, Vervins
- Musée Alexandre-Dumas, Villers-Cotterêts

#### Nord
- Musée Théophile-Jouglet, Anzin
- Musée de la société archéologique, Avesnes-sur-Helpe
- Musée Benoît-De-Puydt, Bailleul
- Musée archéologique, Bavay
- Musée du Mont-de-Piété, Bergues
- Musée d'Ostrevant, Bouchain
- Musée municipal, Cambrai
- Musée diocésain d'art sacré, Cambrai
- Musée de Flandre, Cassel
- Musée d'archéologie et d'histoire locale, Denain
- Musée de la Chartreuse, Douai
- Musée portuaire, Dunkerque
- Lieu d'action et d'animation culturelle (LAAC), Dunkerque
- Musée des beaux-arts, Dunkerque
- Musée municipal, Escaudain
- Écomusée de l'Avesnois, Fourmies
- Musée du dessin et de l'estampe originale, Gravelines
- Musée municipal, Hazebrouck
- Musée Matisse - Musée départemental, Le Cateau-Cambrésis
- Centre historique minier, Lewarde
- Musée d'histoire naturelle, de géologie et d'ethnographie, Lille
- Musée de l'Hospice Comtesse, Lille
- Musée des beaux-arts, Lille
- Musée d'histoire locale, Marchiennes
- Musée Henri Boez, Maubeuge
- La Piscine - Musée d'art et d'industrie André-Diligent, Roubaix
- Musée municipal de la tour abbatiale, Saint-Amand-les-Eaux
- Musée-atelier du Verre, Sars-Poteries
- Musée des beaux-arts, Tourcoing
- Musée des beaux-arts, Valenciennes
- Musée d'Art moderne Lille Métropole, Villeneuve-d'Ascq

#### Oise
- Musée de la céramique architecturale, Auneuil
- MUDO - Musée de l'Oise, Beauvais
- Musée Condé, Chantilly
- Musée Pillon, Chaumont-en-Vexin
- Musée Antoine-Vivenel, Compiègne
- Musée national du château de Compiègne, Compiègne
- Musée national de la voiture et du tourisme, Compiègne
- Musée de la figurine historique, Compiègne
- Musée Gallé-Juillet, Creil
- Musée de l'archerie et du Valois, Crépy-en-Valois
- Musée de la Nacre et de la Tabletterie, Méru
- Musée Calvin, Noyon
- Musée du Noyonnais, Noyon
- Musée d'art et d'archéologie de Senlis à Senlis
- Musée de la Vénerie, Senlis

- Musée archéologique de l'Oise, Vendeuil-Caply

#### Pas-de-Calais
- Musée des beaux-arts, Arras
- Musée régional d'ethnologie, Béthune
- Musée municipal, Berck
- Château-musée, Boulogne-sur-Mer
- Musée des beaux-arts, Calais
- Cité internationale de la dentelle et de la mode, Calais
- Musée de la céramique, Desvres
- Musée d'archéologie Quentovic, Étaples-sur-Mer
- Musée d'histoire et d'archéologie, Harnes
- Musée d'art et d'histoire Roger-Rodiére, Montreuil-sur-Mer
- Musée de l'hôtel Sandelin, Saint-Omer
- Musée Cazin, Samer
- Musée du Touquet, Le Touquet-Paris-Plage

#### Somme
- Musée Boucher-de-Perthes, Abbeville
- Musée d'art local et d'histoire régionale, (Hôtel de Berny), Amiens (fermé pour travaux)
- Musée de Picardie, Amiens
- Muséum d'histoire naturelle, Amiens
- Musée Lombart, Doullens
- Historial de la Grande Guerre, Péronne
- Musée Alfred-Danicourt, Péronne
- Musée départemental de la vie rurale, Saint-Riquier

### Île-de-France

#### Essonne
- Musée français de la photographie, Bièvres
- Musée Dunoyer de Segonzac, Boussy-Saint-Antoine
- Musée Robert Dubois-Corneau, Brunoy
- Musée du château de Dourdan, Dourdan
- Musée municipal d'Étampes, Étampes

#### Hauts-de-Seine
- Musée départemental Albert-Kahn, Boulogne-Billancourt
- Musée des Années Trente, Boulogne-Billancourt
- Musée-jardin Paul-Landowski, Boulogne-Billancourt
- Musée Paul-Belmondo et de la sculpture figurative du XXe siècle, Boulogne-Billancourt
- Fondation Arp, Clamart
- Musée d'art et d'histoire, Colombes
- Musée Roybet Fould, Courbevoie
- Musée des travaux publics, Courbevoie (fermé)
- Musée français de la carte à jouer et galerie d'histoire de la ville, Issy-les-Moulineaux
- Musée d'art et d'histoire, Meudon
- Musée national napoléonien de Malmaison et Bois-Préau, Rueil-Malmaison
- Musée d'histoire locale - mémoire de la ville, Rueil-Malmaison
- Musée des Avelines, Saint-Cloud
- Musée de l'Île-de-France, Sceaux
- Musée national de Céramique, Sèvres
- Musée d'histoire urbaine et sociale, Suresnes

#### Paris
- Musée de l'Orangerie, 1er arrondissement
- Musée des arts décoratifs, 1er arrondissement
- Musée du Louvre, 1er arrondissement
- Musée Carnavalet, 3e arrondissement avec ses annexes (Crypte du parvis de Notre-Dame et Catacombes de Paris)[35]
- Musée Cognacq-Jay, 3e arrondissement
- Musée d'art et d'histoire du judaïsme, 3e arrondissement
- Musée de la chasse et de la nature, 3e arrondissement
- Musée des arts et métiers, 3e arrondissement
- Musée Picasso, 3e arrondissement
- Maison de Victor Hugo, 4e arrondissement
- Musée national d'art moderne, 4e arrondissement
- Muséum national d'histoire naturelle, 5e arrondissement
- Musée de l'Assistance publique - Hôpitaux de Paris, 5e arrondissement
- Musée du service de santé des armées au Val-de-Grâce, 5e arrondissement
- Musée national du Moyen Âge - Thermes et hôtel de Cluny, 5e arrondissement
- Musée du 11 Conti - Monnaie de Paris, 6e arrondissement
- Musée national Eugène-Delacroix, 6e arrondissement
- Musée Hébert, 6e arrondissement
- Musée Zadkine, 6e arrondissement
- Musée de l'Armée, 7e arrondissement
- Musée du quai Branly, 7e arrondissement
- Musée de la Légion d'honneur, 7e arrondissement
- Musée Rodin, 7e arrondissement
- Musée d'Orsay, 7e arrondissement
- Musée Cernuschi, 8e arrondissement
- Musée Nissim-de-Camondo, 8e arrondissement
- Petit Palais, musée des beaux-arts de Paris, 8e arrondissement
- Musée de la franc-maçonnerie, 9e arrondissement
- Musée de la vie romantique, 9e arrondissement
- Musée national Gustave Moreau, 9e arrondissement
- Aquarium du palais de la Porte Dorée, 12e arrondissement
- Cité nationale de l'histoire de l'immigration, 12e arrondissement
- Musée du Général-Leclerc-de-Hauteclocque-et-de-la-Libération-de-Paris – musée Jean-Moulin, 15e arrondissement
- Musée Bourdelle, 15e arrondissement
- Musée de La Poste, 15e arrondissement
- Maison de Balzac, 16e arrondissement
- Musée d'art moderne de la ville de Paris, 16e arrondissement
- Musée des monuments français, 16e arrondissement
- Musée national de la Marine, 16e arrondissement
- Musée de l'Homme, 16e arrondissement
- Musée d'Ennery, 16e arrondissement
- Musée national des Arts asiatiques-Guimet et Panthéon bouddhique, 16e arrondissement
- Musée Galliera, 16e arrondissement
- Musée Yves Saint Laurent Paris, 16e arrondissement
- Musée national Jean-Jacques Henner, 17e arrondissement
- Musée de Montmartre, 18e arrondissement
- Musée de la musique, 19e arrondissement

#### Seine-et-Marne
- Musée départemental de l'École de Barbizon, Barbizon
- Musée Alfred-Bonno, Chelles
- Musée des transports urbains, interurbains et ruraux, Chelles
- Musée municipal des Capucins, Coulommiers
- Maison natal de Louis Braille, Coupvray
- Musée municipal, Crécy-la-Chapelle
- Musée national du Château de Fontainebleau, Fontainebleau
- Musée napoléonien d'art et d'histoire militaires, Fontainebleau
- Musée Gatien-Bonnet, Lagny-sur-Marne
- Musée Bossuet, Meaux
- Musée de la Grande Guerre du pays de Meaux, Meaux
- Musée Henri-Chapu, Le Mée-sur-Seine
- Musée de la Gendarmerie nationale, Melun
- Musée municipal, Melun
- Musée municipal, Moret-sur-Loing
- Château-Musée de Nemours, Nemours
- Musée de Préhistoire d'Île-de-France, Nemours
- Musée de Provins et du Provinois, Provins
- Musée départemental de la Seine-et-Marne, Saint-Cyr-sur-Morin
- Écomusée - Ferme du Coulevrain, Savigny-le-Temple
- Musée départemental Stéphane-Mallarmé, Vulaines-sur-Seine

#### Seine-Saint-Denis
- Musée de l'air et de l'espace, Le Bourget
- Musée de l'histoire vivante, Montreuil-sous-Bois
- Musée d'art et d'histoire, Saint-Denis
- Musée municipal, Saint-Ouen

#### Val-de-Marne
- Musée Adrien Mentienne, Bry-sur-Marne
- Musée de la Résistance nationale, Champigny-sur-Marne
- Écomusée du Val-de-Bièvre, Fresnes
- Musée Fragonard de l'École vétérinaire de Maisons-Alfort
- Musée de Nogent-sur-Marne
- Musée de Saint-Maur-Villa Médicis, Saint-Maur-des-Fossés
- Musée Émile-Jean, Villiers-sur-Marne
- Musée d'art contemporain du Val-de-Marne (MAC/VAL), Vitry-sur-Seine

#### Val-d'Oise
- Musée d'Argenteuil, Argenteuil, fermé.
- Musée Daubigny, Auvers-sur-Oise
- Musée national de la Renaissance, Écouen
- Musée archéologique départemental du Val-d'Oise, Guiry-en-Vexin
- Musée d'art et d'histoire Louis Senlecq, L'Isle-Adam
- Archéa, Louvres
- Musée Jean-Jacques-Rousseau, Montmorency
- Musée Tavet-Delacour, Pontoise
- Musée Pissarro, Pontoise

#### Yvelines
- Musée de la batellerie, Conflans-Sainte-Honorine
- Musée de la toile de Jouy, Jouy-en-Josas
- Musée national des Granges de Port-Royal, Magny-les-Hameaux
- Musée du domaine royal de Marly
- Musée d'art et traditions populaires Victor Auber, Maule
- Musée de l'Hôtel-Dieu, Mantes-la-Jolie
- Musée Zola-Dreyfus, Médan
- Maison-musée Maurice-Ravel, Montfort-l’Amaury
- Musée de la ville, Montigny-le-Bretonneux
- Musée du jouet, Poissy
- Musée d'art et d'histoire, Poissy, fermé.
- Musée Rambolitrain, Rambouillet
- Arboretum de Chèvreloup (Musée national d'histoire naturelle), Rocquencourt
- Musée d'archéologie nationale, Saint-Germain-en-Laye
- Musée départemental Maurice Denis « Le Prieuré », Saint-Germain-en-Laye
- Musée municipal de Saint-Germain-en-Laye, Saint-Germain-en-Laye (fermé)
- Collection de la fondation de Coubertin, Saint-Rémy-lès-Chevreuse
- Domaine national de Versailles : Château de Versailles, Grand Trianon, Petit Trianon, Musée des carrossesVersailles
- Musée Lambinet, Versailles

### Normandie

#### Calvados
- Musée du débarquement, Arromanches-les-Bains
- Tapisserie de Bayeux, Bayeux
- Musée d'Art et d'Histoire Baron-Gérard, Bayeux
- Mémorial, Caen
- Musée des beaux-arts, Caen
- Musée de Normandie, Caen
- Musée d'Initiation à la nature, Caen
- Musée des antiquaires de Normandie (fermé), Caen
- Musée de la poste et des télécommunications (fermé), Caen
- Musée Eugène-Boudin, Honfleur
- Musée de la marine, Honfleur
- Musée d'ethnographie et d'art populaire, dans le Manoir Vigneron, Honfleur
- Musée de la mine, Le Molay-Littry
- Musée de la meunerie, Le Molay-Littry
- Musée d'Art et d'Histoire, Lisieux
- Musée du Vieux Manoir, Orbec
- Musée de la bataille de Tilly-sur-Seulles, Tilly-sur-Seulles
- Musée de Trouville - Villa Montebello, Trouville-sur-Mer
- Château-musée de Saint-Germain-de-Livet, Saint-Germain-de-Livet
- Musée des techniques fromagères, Saint-Pierre-sur-Dives
- Musée archéologique de Vieux-la-Romaine, Vieux
- Paléospace l'Odyssée, Villers-sur-Mer
- Musée de Vire, Vire

#### Eure
- Musée des Beaux-Arts, Bernay
- Musée du verre de Conches-en-Ouche
- Musée de l'ancien évêché, Évreux
- Musée des instruments à vent, La Couture-Boussey
- Musée Nicolas Poussin, Les Andelys
- Musée municipal, Louviers
- Musée Alphonse Georges Poulain, Vernon

#### Manche
- Musée d'art et d'histoire, Avranches
- Maison de la pomme et de la poire, Barenton
- Musée du vieux château, Bricquebec
- Musée de l'Abbaye de Cerisy-la-Forêt
- Musée Thomas-Henry, Cherbourg-en-Cotentin
- Musée de la Libération du Roule, Cherbourg-en-Cotentin
- Muséum d'histoire naturelle Emmanuel-Liais, Cherbourg-en-Cotentin
- Musée Quesnel-Morinière, Coutances
- Musée du Vieux Granville, Granville
- Musée Christian Dior, Granville
- Musée d'art moderne Richard Anacréon, Granville
- Fours à chaux du Rey - Musée maritime, Regnéville-sur-Mer
- Musée Barbey d'Aurevilly, Saint-Sauveur-le-Vicomte
- Musée des beaux-arts, Saint-Lô
- Musée du bocage normand, Saint-Lô
- Maison de la brique, Saint-Martin-d'Aubigny
- Musée du Granit, Saint-Michel-de-Montjoie
- Musée maritime de l'Île Tatihou, Saint-Vaast-La-Hougue
- Musée Arthur-Le Duc, Torigni-sur-Vire
- Musée régional du cidre et du calvados, Valognes

#### Orne
- Musée des beaux-arts et de la dentelle, Alençon
- Musée du château, Flers
- Musée du jouet ancien, La Ferté-Macé
- Musée départemental des arts et traditions populaires du Perche, Saint-Cyr-la-Rosière

#### Seine-Maritime
- Musée de la marine de Seine, Caudebec-en-Caux
- Pavillon Flaubert, Croisset
- Musée Louis-Philippe du château d'Eu, Eu
- Les Pêcheries, musée de Fécamp, Fécamp
- Musée du Prieuré, Harfleur
- Musée d'art moderne André-Malraux, Le Havre
- Maison de l'armateur, Le Havre
- Musée Dubocage de Bléville, Le Havre
- Muséum d'histoire naturelle, Le Havre
- Musée de l'abbaye de Graville, Le Havre
- Musée des traditions et arts normands, Martainville-Épreville
- Musée des Sapeurs-Pompiers de France, Montville
- Réunion des musées métropolitains Rouen Normandie[36]
- Musée de l'horlogerie, Saint-Nicolas-d'Aliermont
- Musée Victor-Hugo, Villequier
- Musée des ivoires, Yvetot

### Nouvelle-Aquitaine

#### Charente
- Musée de la société archéologique et historique de la Charente, Angoulême
- Musée de la bande dessinée - Cité national de la bande dessinée et de l'image, Angoulême
- Musée des beaux-arts, Angoulême
- Atelier - musée du papier, Angoulême
- Musée des arts du cognac, Cognac

#### Charente-Maritime
- Maison de la mytiliculture, Esnandes
- Musée régional, Fouras
- Musée napoléonien et musée africain, Île-d'Aix
- Musée des beaux-arts, La Rochelle
- Muséum d'histoire naturelle, La Rochelle
- Musée du Nouveau Monde, La Rochelle
- Musée rochelais d’histoire protestante, La Rochelle
- Musée d'Orbigny Bernon, La Rochelle
- Musée Cappon, Marans
- Musée d'Art et d'Histoire, Rochefort
- Maison de Pierre Loti, Rochefort
- Musée Hèbre de Saint-Clément, Rochefort
- Musée des Cordeliers, Saint-Jean-d'Angély
- Musée Ernest Cognacq, Saint-Martin-de-Ré
- Musée de l'Île d'Oléron, Saint-Pierre-d'Oléron
- Musée archéologique, Saintes
- Musée Dupuy-Mestreau, Saintes
- Musée de l'Échevinage, Saintes
- Musée du Présidial, Saintes

#### Corrèze
- Musée Labenche, Brive-la-Gaillarde
- Musée du Président Jacques Chirac, Sarran
- Musée du Cloître, Tulle
- Musée de la mémoire et des industries tullistes, Tulle
- Musée du pays d'Ussel, Ussel

#### Creuse
- Musée départemental de la tapisserie, Aubusson
- Musée de la Sénatorerie, Guéret

#### Deux-Sèvres
- Musée des Tumulus, Bougon
- Musée municipal, Bressuire
- Musée Bernard d’Agesci, Niort
- Musée d'histoire naturelle, Niort
- Musée ethnographique et archéologique du Donjon, Niort
- Musée municipal Georges-Turpin, Parthenay
- Musée Henri-Barré, Thouars

#### Dordogne
- Musée du tabac, Bergerac
- Château de Bourdeilles, Bourdeilles
- Musée Fernand-Desmoulin, Brantôme
- Musée aquarium, Creysse
- Musée Paul-Reclus, Domme
- Musée national de Préhistoire, Les Eyzies-de-Tayac-Sireuil
- Musée Eugène-Le-Roy et des vieux métiers, Montignac
- Musée des arts et traditions populaires du Périgord du Dr André Voulgre, Mussidan
- Musée départemental de la poupée et du jouet, Nontron
- Musée d'art et d'archéologie du Périgord, Périgueux
- Musée gallo-romain Vesunna, Périgueux
- Musée militaire du Périgord, Périgueux
- Musée du site médiéval, Saint-Avit-Sénieur
- Musée de Sarlat et du Périgord noir, Sarlat
- Musée municipal, Villefranche-de-Lonchat

#### Gironde
- Musée de la Création franche, Bègles
- Musée municipal, Blasimon
- Musée d'art et d'histoire du pays blayais, Blaye
- Musée d'Aquitaine, Bordeaux
- Centre d'arts plastiques contemporains, Bordeaux
- Centre national Jean Moulin, Bordeaux
- Musée des arts décoratifs, Bordeaux
- Musée des beaux-arts, Bordeaux
- Muséum d'histoire naturelle, Bordeaux
- Musée Goupil, conservatoire de l'image industrielle, Bordeaux
- Musée de la voiture à cheval, Bourg
- Musée municipal, La Réole
- Musée des beaux-arts, Libourne
- Musée historique du vieux Libourne, Libourne
- Musée d'art et d'archéologie, Saint-Émilion
- Musée municipal, Villandraut

#### Haute-Vienne
- Musée d'histoire et traditions populaires René Baubérot, Châteauponsac
- Musée des beaux-arts, palais de l'Évêché, Limoges
- Musée national de la porcelaine Adrien-Dubouché, Limoges
- Musée départemental d'art contemporain, Rochechouart
- Musée et Jardins Cécile-Sabourdy, Vicq-sur-Breuilh

#### Landes
- Musée historique de l'hydraviation, Biscarrosse
- Musée de Borda, Dax
- Musée départemental d'archéologie, Hastingues
- Atelier des produits résineux Jacques et Louis Vidal, Luxey
- Musée Despiau-Wlérick, Mont-de-Marsan
- Musée de la Chalosse, Montfort-en-Chalosse
- Écomusée de la Grande Lande, Sabres
- Musée d'art et d'histoire du Cap de Gascogne, Saint-Sever
- Musée départemental de la faïence et des arts de la table, Samadet
- Musée archéologique municipal de Sanguinet, Sanguinet

#### Lot-et-Garonne
- Musée des beaux-arts, Agen
- Musée municipal Albert Marzelles, Marmande
- Musée du liège et du bouchon, Mézin
- Musée du château, Nérac
- Musée de préhistoire Laurent Coulonges, Sauveterre-la-Lémance
- Musée de Gajac, Villeneuve-sur-Lot

#### Pyrénées-Atlantiques
- Musée municipal, Arudy
- Musée basque et de l'histoire de Bayonne, Bayonne
- Muséum d'histoire naturelle, Bayonne
- Musée Bonnat-Helleu, Bayonne
- Musée Edmond-Rostand, Cambo-les-Bains
- Musée gallo-romain de Claracq, Claracq
- Musée municipal Saraleguinea, Guéthary
- Musée national du Château, Pau
- Musée des Beaux-Arts de Pau
- Musée Bernadotte, Pau
- Musée béarnais, Pau

#### Vienne
- Musée municipal de l’hôtel de Sully, Châtellerault
- Musée de la moto, de l'automobile et du vélo, Châtellerault
- Musée archéologique et d'ethnographie locale, Chauvigny
- Musée municipal, Civray
- Musée Charbonneau-Lassay, Loudun
- Musée de la Préhistoire Raymond Touchard, Lussac-les-Châteaux
- Musée d’Art et d’Histoire de Montmorillon, Montmorillon[37]
- Collection d'Histoire naturelle, Poitiers
- Musée Rupert-de-Chièvres, Poitiers
- Musée du baptistère Saint-Jean, Poitiers
- Musée Sainte-Croix, Poitiers
- Musée de l'hypogée des Dunes, Poitiers

### Occitanie

#### Ariège
- Musée départemental de l'Ariège, Foix
- Musée du textile et du peigne en corne, Lavelanet
- Musée de la préhistoire, Le Mas-d'Azil
- Musée d'archéologie, Montségur
- Musée de la forge, Montgailhard
- Musée du palais des évêques, Saint-Lizier

#### Aude
- Eburomagus, Maison de l'archéologie, Bram
- Musée des beaux-arts, Carcassonne
- Musée du Lauragais, Castelnaudary
- Musée municipal, Lastours
- Musée Petiet, Limoux
- Musée d'art et d'histoire, Narbonne
- NarboVia, Narbonne
- Amphoralis, musée des potiers gallo-romains, Sallèles d'Aude
- Musée des Corbières, Sigean

#### Aveyron
- Musée de géologie Pierre-Vetter, Decazeville
- Musée du Rouergue, Espalion
- Musée Joseph-Vaylet, Espalion
- Musée de Millau et des Grands Causses, Millau
- Musée Denys-Puech, Rodez
- Musée Fenaille, Rodez
- Musée Soulages, Rodez
- Musée municipal d'archéologie, Roquefort-sur-Soulzon
- Musée des arts et métiers traditionnels, Salles-la-Source
- Musée du charroi rural, Salmiech
- Musée municipal Urbain-Cabrol, Villefranche-de-Rouergue

#### Gard
- Musée Pierre-André-Benoit, Alès
- Musée du Colombier, Alès
- Musée Albert-André, Bagnols-sur-Cèze
- Musée Léon-Alègre, Bagnols-sur-Cèze
- Musée Auguste-Jacquet, Beaucaire
- Musée Cévenol, Le Vigan
- Musée archéologique, Nîmes
- Musée des beaux-arts, Nîmes
- Musée du Vieux Nîmes
- Muséum d'histoire naturelle, Nîmes
- Carré d'art, Nîmes
- Musée d'art sacré du Gard, Pont-Saint-Esprit
- Musée de la maison romane, Saint-Gilles
- Musée des vallées cévenoles, Saint-Jean-du-Gard
- Musée municipal Georges-Borias, Uzès
- Musée Pierre-de-Luxembourg, Villeneuve-lès-Avignon

#### Gers
- Musée des Jacobins, Auch
- Musée de l'Armagnac, Condom
- Musée archéologique, Eauze
- Musée européen d'art campanaire, L'Isle-Jourdain
- Musée d'archéologie - Eugène-Camoreyt, Lectoure
- Musée d'histoire naturelle Joseph Abeilhe, Marciac
- Musée des beaux-arts, Mirande

#### Haute-Garonne
- Musée forum de l'Aurignacien, Aurignac
- Musée du Pays de Luchon, Bagnères-de-Luchon
- Musée archéologique, Martres-Tolosane
- Musée archéologique, Saint-Bertrand-de-Comminges
- Le Musée - Arts & Figures des Pyrénées Centrales, Saint-Gaudens
- Les Abattoirs, Toulouse
- Musée des Augustins, Toulouse
- Musée du Vieux Toulouse, Toulouse
- Musée Paul-Dupuy, Toulouse
- Musée Saint-Raymond, Toulouse
- Muséum d'histoire naturelle, Toulouse
- Musée Georges-Labit, Toulouse

#### Hautes-Pyrénées
- Musée des beaux-Arts Salies, Bagnères-de-Bigorre
- Musée de la vie quotidienne dans les Pyrénées, Bagnères-de-Bigorre
- Muséum d'histoire naturelle, Bagnères-de-Bigorre
- Musée pyrénéen, Lourdes
- Musée du Trésor, Luz-Saint-Sauveur
- Musée-château Gaston-Phébus, Mauvezin
- Musée Massey, Tarbes

#### Hérault
- Musée agathois Jules-Baudou, Agde
- Musée de l'éphèbe, Agde (Le Cap d'Agde)
- Musée des beaux-arts, Béziers
- Musée du Biterrois, Béziers
- Musée de l'étang de Thau, Bouzigues
- Musée municipal, Frontignan
- Musée de la cloche et de sonnaille, Hérépian
- Musée archéologique Henri-Prades, Lattes
- Maison des Consuls - Musée d'arts et d'archéologie, Les Matelles
- Musée Fleury, Lodève
- Musée Médard, Lunel
- Musée paléontologique et archéologique, Minerve
- Musée Fabre, Montpellier
- Musée des arts décoratifs Sabatier d'Espeyran, Montpellier
- Musée du vieux Montpellier
- Musée languedocien, Montpellier
- Musée archéologique Paul-Soyris, Murviel-lès-Montpellier
- Musée de Vulliod Saint-Germain, Pézenas
- Musée de préhistoire régionale, Saint-Pons-de-Thomières
- Musée Paul-Valéry, Sète

#### Lot
- Musée de Préhistoire du Pech Merle, Cabrerets
- Musée de Cahors Henri-Martin, Cahors
- Musée Champollion, Figeac
- Musée d'histoire de Figeac, Figeac
- Musée Murat, Labastide-Murat
- Musée archéologique Armand-Viré, Luzech
- Musée du palais de la Raymondie, Martel
- Musée d'art sacré - Francis-Poulenc, Rocamadour
- Écomusée de Cuzals, Sauliac-sur-Célé
- Musée de l'automate, Souillac
- Musée d'Uxellodunum, Vayrac

#### Lozère
- Écomusée du mont Lozère, Le Pont-de-Montvert
- Musée du Gévaudan, Mende

#### Pyrénées-Orientales
- Musée d'art moderne, Céret
- Musée d'art moderne, Collioure
- Musée archéologique de Ruscino, Perpignan
- Musée du Castillet Casa Pairal, Perpignan
- Muséum d'histoire naturelle, Perpignan
- Musée Hyacinthe-Rigaud, Perpignan
- Musée des monnaies et médailles Joseph-Puig, Perpignan
- Musée de Cerdagne, ferme Cal Mateu, Sainte-Léocadie
- Musée de Tautavel - Centre européen de préhistoire, Tautavel

#### Tarn
- Musée Toulouse-Lautrec, Albi
- Château-musée du Cayla, Andillac
- Musée Goya, Castres
- Centre national et musée Jean-Jaurès, Castres
- Musée Charles-Portal, Cordes-sur-Ciel
- Musée du protestantisme en Haut-Languedoc, Ferrières
- Musée des beaux-arts, Gaillac
- Musée de l'abbaye Saint-Michel, Gaillac
- Muséum d'histoire naturelle, Gaillac
- Musée départemental du textile, Labastide-Rouairoux
- Musée du Pays de Cocagne, Lavaur
- Musée Raymond-Lafage, Lisle-sur-Tarn
- Archéosite, Montans
- Musée du pays rabastinois, Rabastens

#### Tarn-et-Garonne
- Musée du vieil Auvillar, Auvillar
- Musée Théodore-Calbet, Grisolles
- Musée des arts et traditions populaires Marguerite-Vidal, Moissac
- Musée Ingres, Montauban
- Muséum d'histoire naturelle Victor-Brun, Montauban
- Musée municipal, Saint-Antonin-Noble-Val

### Pays de la Loire

#### Loire-Atlantique
- Musée des marais salants, Batz-sur-Mer
- Musée des arts et traditions populaires, Blain
- Musée du pays de Retz, Bourgneuf-en-Retz
- Musée municipal, Châteaubriant
- Musée de la porte Saint-Michel, Guérande
- Musée du vignoble nantais, Le Pallet
- Musée du Château des ducs de Bretagne, Nantes
- Musée des beaux-arts de Nantes
- Muséum d'histoire naturelle de Nantes
- Musée Dobrée, Nantes
- Musée du Parc naturel régional de Brière, Saint-Joachim
- Écomusée de Saint-Nazaire

#### Maine-et-Loire
- Musée des beaux-arts et galerie David d'Angers, Angers
- Muséum d'histoire naturelle, Angers
- Musée Pincé, Angers
- Musée Jean-Lurçat et de la tapisserie contemporaine, Angers
- Musée d'art et d'histoire, Baugé
- Musée Joseph-Denais, Beaufort-en-Vallée
- Musée d'art et d'histoire, Cholet
- Musée du textile et de la mode, Cholet
- Musée Jules-Desbois, Parçay-les-Pins
- Musée de la vigne et du vin d'Anjou, Saint-Lambert-du-Lattay
- Château-musée de Saumur, Saumur
- Musée de l'ardoise, Trélazé

#### Mayenne
- Musée des tisserands mayennais, Ambrières-les-Vallées
- Musée d'Art et d'Archéologie - Hôtel Fouquet, Château-Gontier
- Musée Robert Tatin, Cossé-le-Vivien
- Musée municipal, Ernée
- Musée archéologique départemental, Jublains
- Musée du Vieux-Château, Laval
- Musée des sciences, Laval
- Musée du château de Mayenne, Mayenne
- Musée de l'ardoise, Renazé

#### Sarthe
- Musée municipal, Château-du-Loir
- Musée d'archéologie et d'histoire du Maine, Le Mans
- Musée automobile de la Sarthe, Le Mans
- Musée Vert, musée d'histoire naturelle du Mans
- Musée de Tessé, musée des beaux-arts du Mans
- Musée de la Reine Bérengère, musée ethnographique du Mans
- Bibliothèque musée, Saint-Calais
- Espace Faïence, Malicorne-sur-Sarthe

#### Vendée
- Musée du Centre minier, Faymoreau
- Écomusée du marais vendéen - Le Daviaud, La Barre-de-Monts
- Musée municipal de La Roche-sur-Yon, La Roche-sur-Yon
- Historial de la Vendée, Les Lucs-sur-Boulogne
- Musée de l'abbaye Sainte-Croix, Les Sables-d'Olonne
- Musée national des Deux Victoires, Mouilleron-en-Pareds
- Musée du château, Noirmoutier-en-l'Île
- Musée la Bourrine du Bois-Juquaud, Saint-Hilaire-de-Riez
- Musée Charles Milcendeau, peintre voyageur, Soullans

### Provence-Alpes-Côte d'Azur

#### Alpes-de-Haute-Provence
- Musée de la vallée, Barcelonnette
- Musée Gassendi, Digne-les-Bains
- Musée municipal, Forcalquier
- Musée départemental ethnologique de Salagon, Mane
- Musée de la faïence, Moustiers-Sainte-Marie
- Musée départemental de préhistoire, Quinson
- Musée archéologique, Riez
- Musée de la mémoire ouvrière, Mines et Mineurs de Provence, Saint-Maime
- Musée du vieux Sisteron
- Musée Pierre Martel, Vachères

#### Hautes-Alpes
- Musée du vieux Queyras, Aiguilles, (fermé, les collections ont été transférées au musée départemental de Gap)
- Musée Muséum Départemental des Hautes-Alpes, Gap

#### Alpes-Maritimes
- Musée d'Archéologie, Antibes
- Musée Picasso, Antibes
- Musée d'histoire locale, Biot
- Musée national Fernand Léger, Biot
- Château-musée Grimaldi, Cagnes-sur-Mer
- Musée Renoir, Cagnes-sur-Mer
- Musée de la Castre, Cannes
- Musée de la mer, Cannes (île Sainte-Marguerite)
- Musée d'art et d'histoire de Provence, Grasse
- Musée international de la parfumerie, Grasse
- Villa Fragonard, Grasse
- Musée Bonnard, Le Cannet
- Musée de Préhistoire régionale, Menton
- Musée des beaux-arts - Palais Carnolès, Menton
- Musée Jean-Cocteau collection Séverin-Wunderman, Menton
- Musée archéologique de Cimiez, Nice
- Musée d'art moderne et d'art contemporain, Nice
- Musée international d'art naïf Anatole Jakovsky, Nice
- Musée des beaux-arts, Nice
- Musée national du message biblique Marc-Chagall, Nice
- Musée Masséna, Nice
- Musée Matisse, Nice
- Musée de paléontologie humaine de Terra-Amata, Nice
- Musée départemental des arts asiatiques, Nice
- Muséum d'histoire naturelle, Nice
- Musée national du Sport, Nice
- Musée du Vieux logis, Nice
- Palais Lascaris, Nice
- Musée des Merveilles, Tende
- Musée national de Vallauris (la Guerre et la Paix de Picasso), Vallauris
- Musée Magnelli - musée de la céramique, Vallauris
- Musée d'Art et d'Histoire, Villefranche-sur-Mer

#### Var
- Musée du pays brignolais, Brignoles
- Musée de l'artillerie, Draguignan
- Musée d'art et d'histoire, Draguignan
- Musée de la société d’études scientifiques et archéologiques, Draguignan
- Musée des arts et traditions populaires de Moyenne Provence, Draguignan
- Musée archéologique municipal, Fréjus
- Musée des Troupes de Marine, Fréjus
- Musée municipal, Hyères
- Musée Jean-Aicard, La Garde
- Musée Balaguier, La Seyne-sur-Mer
- Musée d'archéologie sous-marine, Saint-Raphaël
- Musée de l'Annonciade, Saint-Tropez
- Musée naval de la citadelle, Saint-Tropez
- Musée d'art, Toulon
- Musée de la Marine, Toulon
- Muséum d'histoire naturelle, Toulon

#### Vaucluse
- Musée municipal d'Apt : musée d'histoire et d'archéologie et musée de l'aventure industrielle, Apt
- Musée Angladon, Avignon
- Musée Calvet, Avignon
- Musée lapidaire, Avignon
- Musée Louis-Vouland, Avignon
- Musée du Petit Palais, Avignon
- Muséum d'histoire naturelle Esprit Requien, Avignon
- Musée Comtadin-Duplessis, Carpentras
- Musée lapidaire et archéologique, Carpentras
- Musée Sobirats, Carpentras
- Musée judéo-comtadin, Cavaillon
- Musée Jouve, Cavaillon
- Musée de l'hôtel-Dieu, Cavaillon
- Musée Marc-Deydier, Cucuron
- Musée d’Histoire Jean Garcin : 39-45 L’Appel de la liberté, Fontaine-de-Vaucluse
- Musée-bibliothèque François Pétrarque, Fontaine-de-Vaucluse
- Musée Philippe de Girard, Lourmarin
- Musée municipal, Mazan
- Musée municipal, Orange
- Musée municipal, Sault
- Musée archéologique Theo-Desplans, Vaison-la-Romaine
- Musée du cartonnage et de l'imprimerie, Valréas

### Outre-Mer

#### Guadeloupe
- Écomusée de Marie-Galante, Grand-Bourg
- Musée L'Herminier, Pointe-à-Pitre
- Musée Schœlcher, Pointe-à-Pitre
- Musée Saint-John-Perse, Pointe-à-Pitre
- Musée précolombien Edgar-Clerc, Le Moule

#### Guyane
- Musée départemental Alexandre-Franconie, Cayenne
- Musée des cultures guyanaises, Cayenne
- Écomusée municipal de l'Approuague-Kaw, Régina

#### La Réunion
- Muséum d'histoire naturelle de La Réunion, Saint-Denis
- Musée Léon-Dierx, Saint-Denis
- Musée Stella Matutina, Saint-Leu
- Musée des arts décoratifs de l'océan Indien, Saint-Louis
- Musée historique de Villèle, Saint-Paul

#### Martinique
- Musée départemental d'archéologie et de préhistoire de Martinique, Fort-de-France
- Muséum, Fort-de-France
- Musée du père Pinchon, Fort-de-France
- Musée régional d'histoire et d'ethnologie, Fort-de-France
- Maison de la Canne, Les Trois-Îlets
- Écomusée de Martinique, Rivière-Pilote
- Musée Franck-A.-Perret, Saint-Pierre

#### Mayotte
- MuMa, musée de Mayotte, Dzaoudzi

#### Saint-Pierre-et-Miquelon
- Musée de l'arche, Saint-Pierre